# Pupkowo
Pupkowo (dodatkowa nazwa w j. kaszub. Pùpkòwò) – część wsi Brzozowo w Polsce, położona w województwie pomorskim, w powiecie bytowskim, w gminie Lipnica, w regionie Kaszub zwanym Gochami. Wchodzi w skład sołectwa Brzozowo.
W latach 1975–1998 Pupkowo administracyjnie należało do województwa słupskiego.
Do 1 września 1939 roku osada nadgraniczna po polskiej stronie granicy.